# Roberto Molina Barreto
Roberto Molina Barreto (Guatemala de la Asunción, 8 de noviembre de 1955) es un jurista, abogado, notario, y político guatemalteco que actualmente se desempeña como magistrado de la Corte de Constitucionalidad de Guatemala, cargo que ha desempeñado desde 2006 con excepción de los años 2016 a 2020.

## Carrera
Se graduó en 1984 en la Universidad de San Carlos de Guatemala donde obtuvo los títulos de licenciado en ciencias jurídicas  y sociales, abogado y notario. Inició su carrera, en 1974, en el Organismo Judicial en donde se desempeñó como oficial auxiliar en los juzgados hasta 1980, a partir de ese año fundó su propia firma de abogados «Molina Barreto & Asociados» en la cual se desempeñó durante varios años en el ámbito privado.

### Procurador general de la nación
El 18 de marzo de 2005 Óscar Berger, presidente de Guatemala en ese entonces, lo nombró como procurador general de la Nación, luego de haber destituido a Luis Rosales quien había sido nombrado en 2002 por Alfonso Portillo. Antes de ese nombramiento Molina Barreto se desempeñaba y era asociado fundador en el Centro para la Defensa de la Constitución -CEDECON-, una organización no gubernamental encargada de litigar casos de rango constitucional ante la Corte de Constitucionalidad de Guatemala, allí fue donde adquirió conocimiento práctico de derecho constitucional y el pertenecer a dicha asociación fue un factor determinante para que Berger decidiera designarlo como procurador general.
Como abogado y constitucionalista, Molina participó en estudios, análisis y opiniones que se realizaron para iniciativas de reformas a las Ley Electoral y Ley de Amparo, Exhibición Personal y de Constitucionalidad, ambas dos leyes muy importantes de Guatemala. En su cargo de procurador general de la Nación fue representante de Guatemala y asesoró la implementación del tema de adopciones en el Convenio de La Haya. También presentó un proyecto de ley para aprobar una ley orgánica de la Procuraduría General de la Nación e impulsó legislación de adopciones de menores en Guatemala y el desarrollo de la materia en la PGN.
Al año siguiente, en marzo de 2006, Berger lo designó como magistrado de la Corte de Constitucionalidad para el período que comenzaba ese año y terminaba en 2011, por lo que Molina Barreto presentó su renuncia al cargo de procurador general para poder asumir en la corte en abril de ese año.

### Magistrado constitucional
Desde el 14 de abril de 2006 hasta la misma fecha de 2011 fue magistrado de la corte constitucional, de la que fue presidente en 2010 a 2011, durante ese período fundó el Instituto de Justicia Constitucional que está adscrito a la Corte de Constitucionalidad.
En el año 2011 volvió a ser designado como magistrado de la Corte de Constitucionalidad, pero esta vez fue por la Corte Suprema de Justicia, durante este período firmó a favor de una resolución que anuló la condena hecha a Efraín Ríos Montt por supuestos delitos de lesa humanidad, bajo el argumento que el Tribunal Primero A de Mayor Riesgo no había resuelto una recusación planteada en contra de dos miembros de esa judicatura por el abogado defensor del acusado cometiendo un error de procedimiento; esta resolución fue firmada por Héctor Pérez Aguilera y Alejandro Maldonado Aguirre apoyando ese criterio.
Fue presidente de la corte, de nuevo, entre 2014 y 2015 y durante la crisis política en Guatemala en 2015, en el marco del descubrimiento de varios casos de corrupción, entre estos Caso La Línea, fue polémica cuando, en junio, votó a favor de detener un proceso de retiro de inmunidad a Otto Pérez Molina por un recurso que pusieron unos diputados de oposición pero que no tenía nada que ver con el caso ni el Ministerio Público lo había solicitado.
El 10 de noviembre de 2020 fue designado, por la Corte Suprema de Justicia, de nuevo como Magistrado de la Corte de Constitucionalidad para ocupar el lugar vacante que había dejado Neftaly Aldana Herrena, que cesó como magistrado el 21 de octubre de ese año por enfermedad, en el período que finalizaba el 14 de abril de 2021.
El 10 de marzo de 2021 fue confirmado en el cargo para ejercer en la VIII magistratura que finalizará en 2026, además fue presidente de la misma entre abril de 2021 y abril de 2022 .

### Carrera política
El 2 de diciembre de 2018, fue proclamado candidato a la vicepresidencia de Guatemala por el partido político Valor junto con Zury Ríos, hija de Efraín Ríos Montt, como candidata a la presidencia pero no pudo participar en las elecciones debido a que la Corte de Constitucionalidad anuló la inscripción de ambos por una supuesta prohibición constitucional de su compañera de fórmula de la que él aseguró que a ella no le aplicaba y señaló a Gloria Porras como responsable de haber liderado la opinión de los otros 3 magistrados que votaron a favor de la resolución, sin aportar pruebas al respecto. Finalmente no participaron en las elecciones de 2019.

## Publicaciones
En su ejercicio de abogado ha realizado varias publicaciones:
- «Constitución y Justicia Constitucional»,
- «A veinticinco años de Régimen Constitucional Actual: Retos y Desafíos».
- «El Papel de la Jurisdicción Constitucional en Guatemala en el Desarrollo del Constitucionalismo, en el marco del XXV Aniversario de Promulgación de la Constitución Política de la República»
- «Globalización y Derecho Constitucional»
- «Los Derechos Económicos, Sociales y Culturales en la Jurisdicción Constitucional Guatemalteca a XXV Años de Promulgación de la Constitución Política de la República de Guatemala»
- «El Poder Constituyente»
- «Los Desafíos de la Justicia Constitucional en la Actualidad»